# Décennie 1320 en arts plastiques
Chronologie des arts plastiques
Années 1310 - Années 1320 - Années 1330

## Réalisations
- 1320 : polyptyque Tarlati du peintre italien Pietro Lorenzetti[1].
- Vers 1320 : Giotto peint le triptyque Stefaneschi[2].
- 1322 : Giotto peint les fresques consacrées aux saints Jean l'évangéliste et Jean le baptiste dans la chapelle Peruzzi de la basilique Santa Croce de Florence[3]. Il réalise pour cette chapelle le polyptyque Peruzzi vers 1318-1322[4].
- 1323-1324 : polyptyque de San Domenico du peintre italien Simone Martini, un des trois polyptyques qu'il a réalisés à Orvieto entre 1320 et 1324[5].

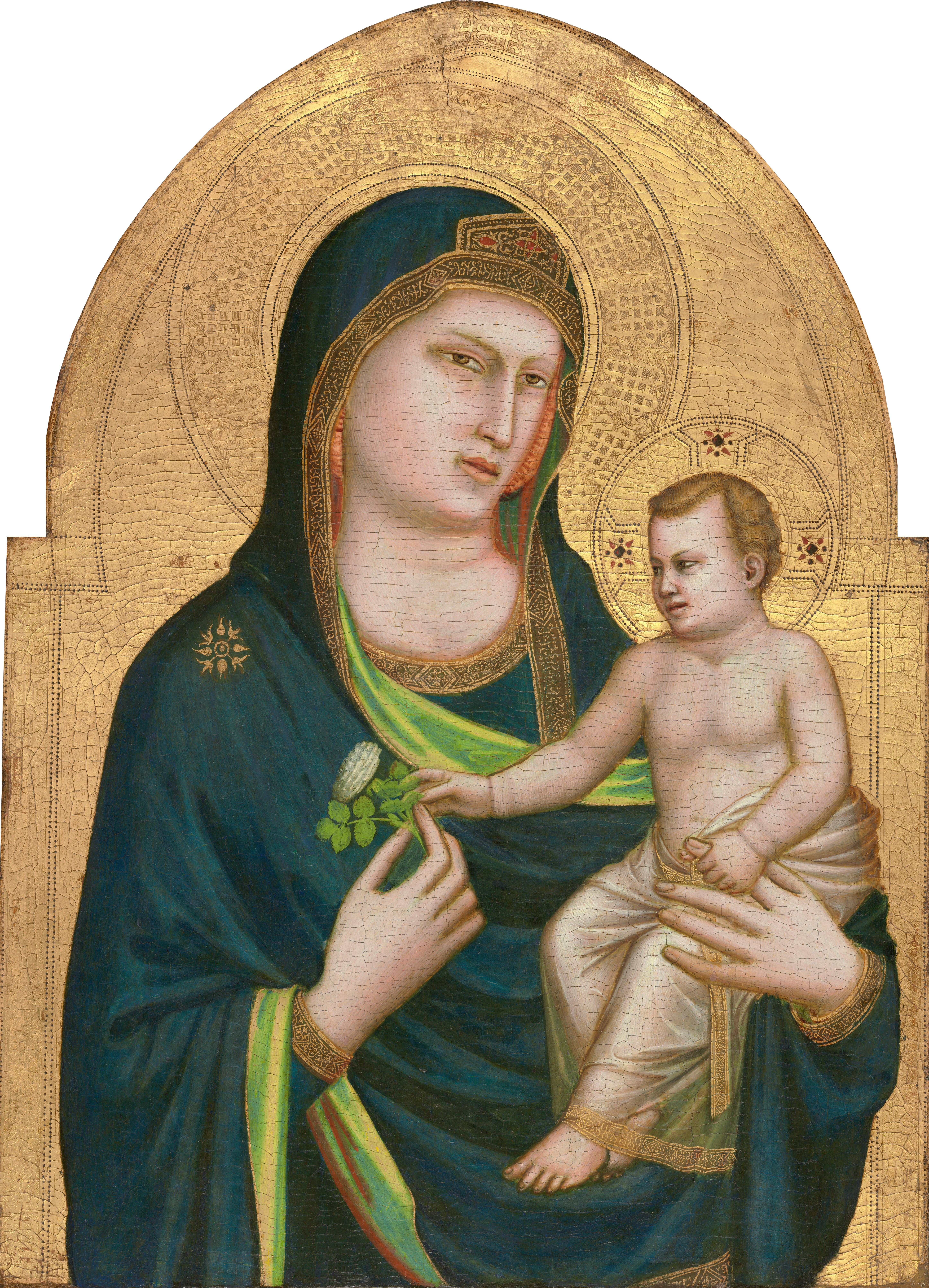
Giotto, Vierge à l'enfant, Peinture sur bois, (v. 1325-1330), National Gallery of Art, Washington D.C.

- 1328-1330 : réalisation du polyptyque Baroncelli, sans doute commencé par Giotto puis achevé par Taddeo Gaddi vers 1330 ou plus tard[6].
- Vers 1328 : Guidoriccio da Fogliano all'assedio di Montemassi  fresque attribuée à Simone Martini, sur les murs du Palazzo Pubblico de Sienne[7].
- 1329 : le polyptyque des Carmes ou L’Histoire des carmélites exécuté pour l’église du Carmel à Sienne, est signé par le peintre Pietro Lorenzetti[1].

## Naissances
- 1320 : Gennaro di Cola, peintre italien.
- 1322 : Matteo Giovannetti, peintre italien.
- Avant 1324 : Giottino, peintre italien.
- Vers 1325 : Niccolò da Bologna, enlumineur italien.

## Décès
- 1320 :
  - Li Kan, peintre chinois.
  - Filippo Tesauro peintre italien de l'école napolitaine
- 1322 : Zhao Mengfu, peintre chinois.
- Vers 1325 : Filippo Rusuti, peintre et mosaïste de l'école romaine.
- 1327 : Ren Renfa, peintre chinois.